# Liv Dommersnes
Liv Dommersnes (28 de septiembre de 1922 - 6 de abril de 2014), nombre de nacimiento Liv Strømsted, fue una actriz y recitadora de poesía noruega. Ella era un miembro del grupo que fundó Studioteatret en 1945.

## Vida personal
Strømsted nació en Cristianía, como la hija del tendero Jørgen Andreas Strømsted y Signe Beatrice Hansen. Estuvo casada con el actor Jens Bolling 1945-1952, y con el médico Ivar Dommersnes desde 1968 hasta su muerte en 1994. Ella también estuvo en una relación secreta con Johan Borgen, como una crónica en sus memorias de 2001, Alt har sin tid.

## Carrera
Strømsted debutó en el teatro como "Helga" en la obra de Bjørnstjerne Bjørnson, Geografi og kjærlighed en el Teatro Nacional de Oslo en 1942, en la última producción dirigida por el hijo de Bjørnson, Bjørn Bjørnson. Trabajó en el Teatro Nacional de 1941 hasta 1945, y de nuevo a partir de 1949. Durante la ocupación alemana de Noruega la situación en las salas de cine se caracterizó por los intentos de nazificación severos de las autoridades, y el boicot por parte del público. Strømsted se unió al grupo de actores que inició reuniones subterráneas donde estudiaron en secreto el sistema de Stanislavski. El resultado de estas reuniones secretas fue la fundación del teatro Studioteatret en 1945. Actuó para Studioteatret en 1945-1949. Entre sus papeles estaban "Emily" en una adaptación de la obra de Thornton Wilder, Our Town "Polly" en Weill y The Beggar's Opera de Brecht, y "Natasja" en A Marriage Proposal de Anton Chejov.
Murió en abril de 2014.